# Seznam slovenskih državnih svetnikov (2022–2027)
Seznam slovenskih državnih svetnikov v mandatu 2022 do 2027
Seznam slovenskih državnih svetnikov v mandatu 2022 do 2027.

## A
- Monika Ažman, predstavnica zdravstva

## B
- Bojan Borovnik, predstavnik lokalnih interesov volilne enote št. 19

## C
- Dejan Crnek, predstavnik lokalnih interesov volilne enote št. 1

## D
- Peter Dermol, predstavnik lokalnih interesov volilne enote št. 6

## F
- Rajko Fajt, predstavnik lokalnih interesov volilne enote št. 7

## G
- Mitja Gorenšček, predstavnik delodajalcev

## H
- Tomaž Horvat, predstavnik za kulturo in šport

## J
- Lidija Jerkič, predstavnica delojemalcev

## K
- Branka Kalenić Ramšak, predstavnica univerz, visokih in višjih šol
- Danijel Kastelic, predstavnik negospodarskih dejavnosti za področje socialnega varstva.
- Bojan Kekec, predstavnik lokalnih interesov volilne enote št. 14
- David Klobasa, predstavnik lokalnih interesov volilne enote št. 8
- Oskar Komac, predstavnik delojemalcev
- Gregor Korene, predstavnik lokalnih interesov volilne enote št. 20
- Saška Kiara Kumer, predstavnica delojemalcev

## L
- Marko Lotrič, predstavnik delodajalcev

## M
- Igor Marentič, predstavnik lokalnih interesov volilne enote št. 16
- Anton Medved, predstavnik kmetov
- Ivan Melič, predstavnik lokalnih interesov volilne enote št. 9

## O
- Jasmina Opec Vöröš, predstavnica lokalnih interesov volilne enote št. 11
- Milan Ozimič, predstavnik lokalnih interesov volilne enote št. 4

## P
- Radovan Stanislav Pejovnik, predstavnik raziskovalne dejavnosti
- Leopold Pogačar, predstavnik lokalnih interesov volilne enote št. 10
- Andrej Poglajen, predstavnik lokalnih interesov volilne enote št. 13
- Miloš Pohole, predstavnik lokalnih interesov volilne enote št. 17
- Bojana Potočan, predstavnica samostojnih poklicev
- Aleš Pulko, predstavnik obrtnikov

## S
- Matej Slapar, predstavnik lokalnih interesov volilne enote št. 2
- Jože Smole, predstavnik delojemalcev
- Marko Staroveški, predstavnik delodajalcev
- Dušan Strnad, predstavnik lokalnih interesov volilne enote št. 22

## Š
- Jožef Školč, predstavnik vzgoje in izobraževanja
- Matjaž Štolfa, predstavnik lokalnih interesov volilne enote št. 18
- Branimir Štrukelj, predstavnik delojemalcev
- Matjaž Švagan, predstavnik lokalnih interesov volilne enote št. 21

## T
- Branko Tomažič, predstavnik Kmetijsko-gozdarske zbornice

## Z
- Elena Zavadlav Ušaj, predstavnica lokalnih interesov volilne enote št. 12
- Darko Zevnik, predstavnik lokalnih interesov volilne enote št. 15
- Marko Zidanšek, predstavnik lokalnih interesov volilne enote št. 5

## Ž
- Drago Žura, predstavnik lokalnih interesov volilne enote št. 3

## Vir
1. ↑   Arhivirano 2017-09-26 na Wayback Machine. ( Arhivirano 2018-02-22 na Wayback Machine.), Državna volilna komisija, 2017